# Вікторія (Арканзас)
Вікторія (англ. Victoria) — місто (англ. town) в США, в окрузі Міссіссіппі штату Арканзас. Населення — 20 осіб (2020).

## Географія
Вікторія розташована на висоті 70 метрів над рівнем моря за координатами 35°45′27″ пн. ш. 90°3′36″ зх. д. / 35.75750° пн. ш. 90.06000° зх. д. (35.757413, -90.060122).  За даними Бюро перепису населення США в 2010 році місто мало площу 0,79 км², уся площа — суходіл.

## Демографія
Згідно з переписом 2010 року, у місті мешкало 37 осіб у 14 домогосподарствах у складі 9 родин. Густота населення становила 47 осіб/км².  Було 22 помешкання (28/км²).
Расовий склад населення:
| - 94,6 % — білих - 5,4 % — осіб інших рас |

До двох чи більше рас належало 0,0 %. Іспаномовні складали 5,4 % від усіх жителів.
За віковим діапазоном населення розподілялося таким чином: 27,0 % — особи молодші 18 років, 67,6 % — особи у віці 18—64 років, 5,4 % — особи у віці 65 років та старші. Медіана віку мешканця становила 34,5 року. На 100 осіб жіночої статі у місті припадало 117,6 чоловіків;  на 100 жінок у віці від 18 років та старших — 125,0 чоловіків також старших 18 років.
За межею бідності перебувало 43,8 % осіб, у тому числі 63,6 % дітей у віці до 18 років та 0,0 % осіб у віці 65 років та старших.
Цивільне працевлаштоване населення становило 17 осіб. Основні галузі зайнятості: сільське господарство, лісництво, риболовля — 58,8 %, освіта, охорона здоров'я та соціальна допомога — 23,5 %, публічна адміністрація — 17,6 %.
За даними перепису населення 2000 року в Вікторії мешкало 59 осіб, 14 сімей, налічувалося 21 домашнє господарство і 30 житлових будинків. Середня густота населення становила близько 73,8 осіб на один квадратний кілометр. Расовий склад Вікторії за даними перепису розподілився таким чином: 98,31 % білих, 1,69 % — інших народів. Іспаномовні склали 1,69 % від усіх жителів містечка.
З 21 домашніх господарств в 28,6 % — виховували дітей віком до 18 років, 57,1 % представляли собою подружні пари, які спільно проживали, у сімей жінки проживали без чоловіків, 33,3 % не мали сімей. 23,8 % від загального числа сімей на момент перепису жили самостійно, при цьому 4,8 % склали самотні літні люди у віці 65 років та старше. Середній розмір домашнього господарства склав 2,81 особи, а середній розмір родини — 3,50 особи.
Населення містечка за віковою діапазону за даними перепису 2000 року розподілилося таким чином: 33,9 % — жителі молодше 18 років, 10,2 % — між 18 і 24 роками, 22,0 % — від 25 до 44 років, 28,8 % — від 45 до 64 років і 5,1 % — у віці 65 років та старше. Середній вік мешканця склав 30 років. На кожні 100 жінок у Вікторії припадало 126,9 чоловіків, у віці від 18 років та старше — 129,4 чоловіків також старше 18 років.
Середній дохід на одне домашнє господарство в містечкі склав 28 750 доларів США, а середній дохід на одну сім'ю — 28 750 доларів. При цьому чоловіки мали середній дохід в 19 500 доларів США на рік проти 11 667 доларів середньорічного доходу у жінок. Дохід на душу населення в містечкі склав 8721 долар на рік. Всі родини Вікторія мали дохід, що перевищує рівень бідності, 5,3 % від усієї чисельності населення перебувало на момент перепису населення за межею бідності.